# 朝日山部屋

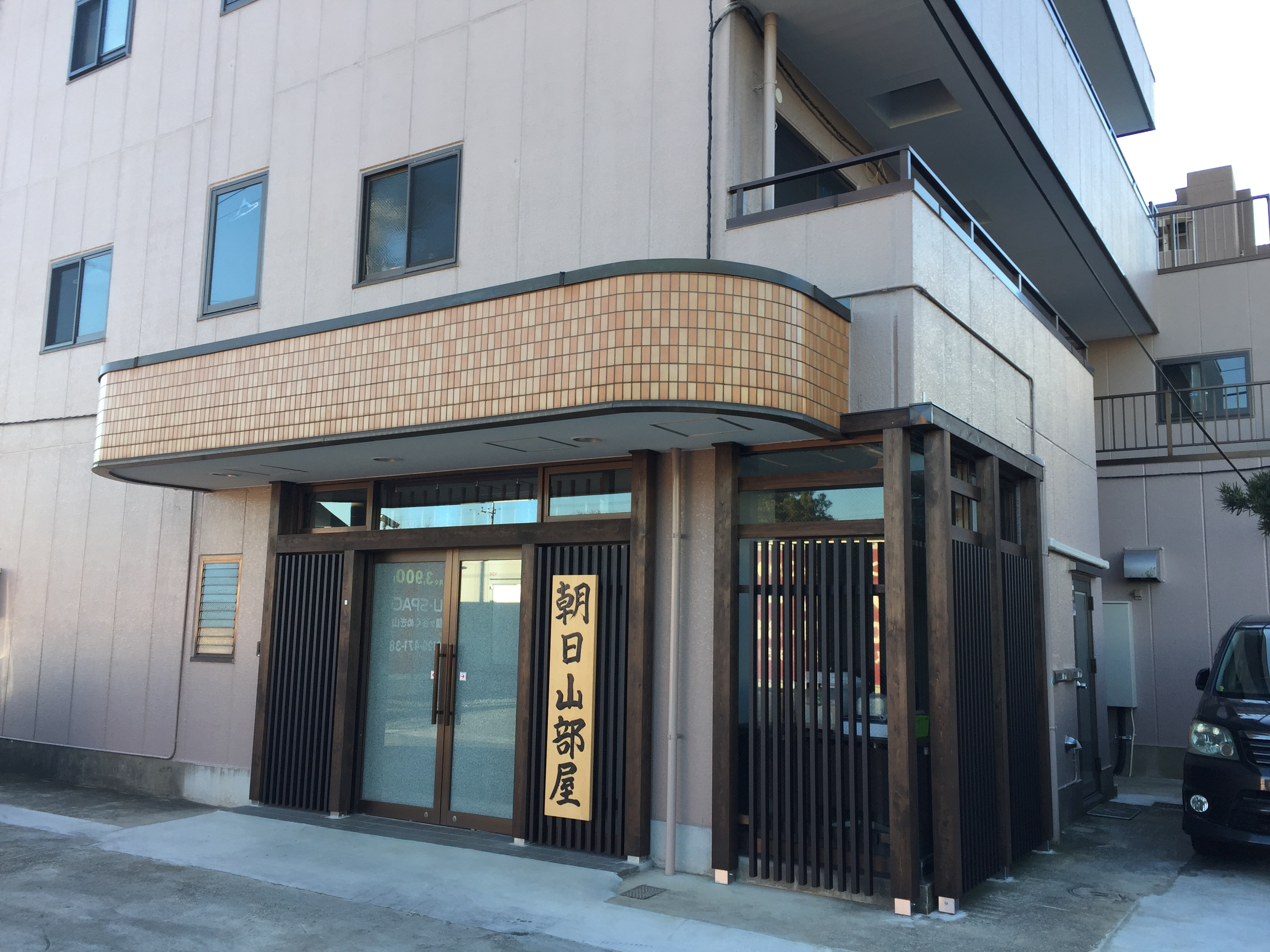
朝日山部屋

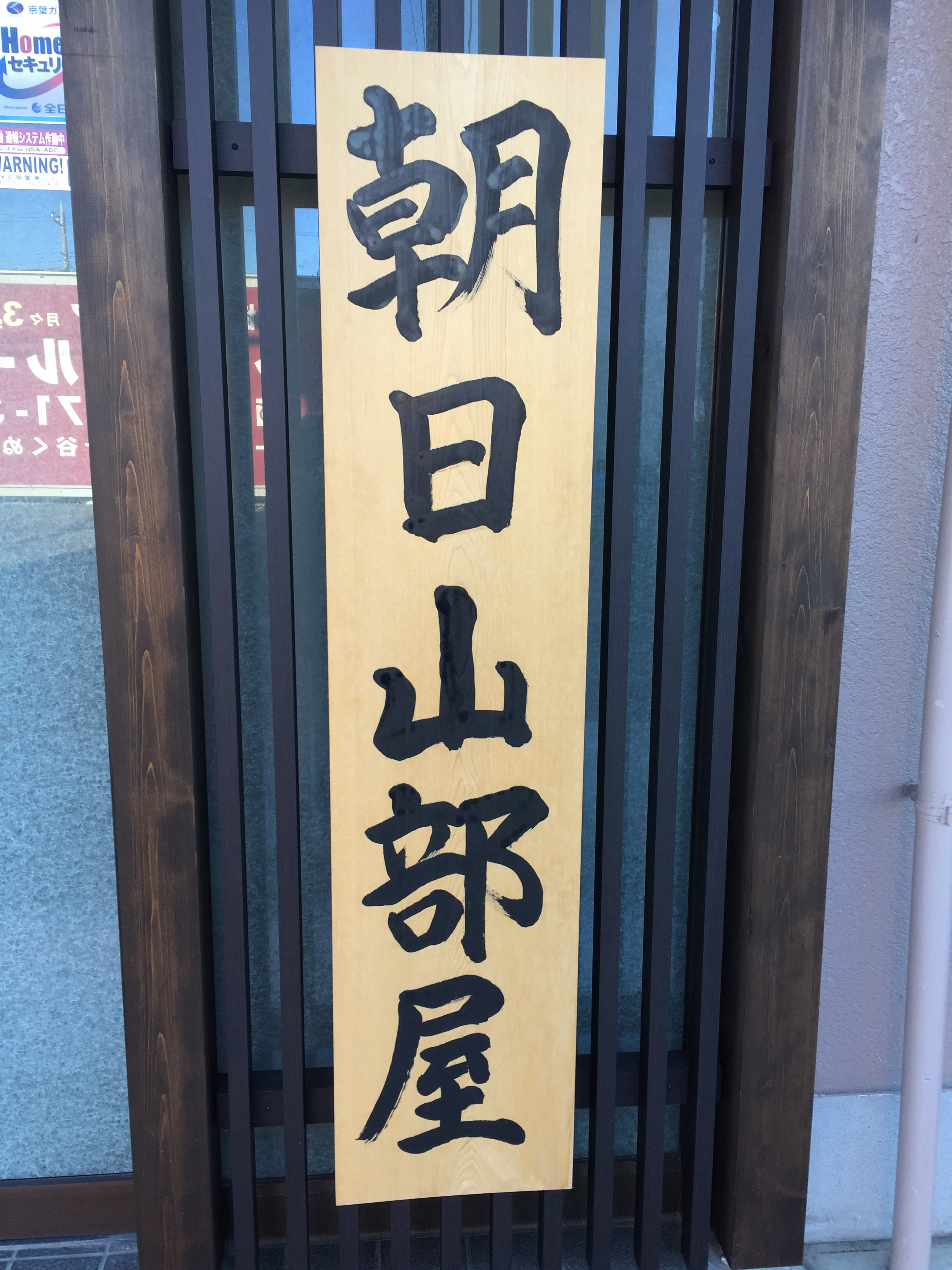
朝日山部屋の看板

朝日山部屋（あさひやまべや）は、日本相撲協会に所属する伊勢ヶ濱一門の相撲部屋。
2016年6月に再興された当初は、一時的に二所ノ関一門所属であった。

## 歴史

### 11代～18代朝日山時代
大坂相撲において1895年（明治28年）10月に二枚鑑札で11代朝日山を襲名した幕内・岩ヶ谷岩松が、1896年（明治29年）に現役を引退して朝日山部屋を復興した。11代は大関・相生枩五郎や関脇・綾瀬川山左衛門など数多くの関取を育てた。
1916年（大正5年）7月に11代は急逝し、遺言によって当時大関であった大錦が1年限りの条件で12代朝日山を襲名、部屋を継承した。12代は11代の一周忌が過ぎた1918年1月に再び大錦として現役へ復帰して、12代の弟弟子であった当時関脇の二タ瀬川が二枚鑑札で13代朝日山を襲名して部屋を継承した。二タ瀬川は1921年6月場所限りで現役を引退して年寄専任となり、東西合併に奔走して1925年（大正14年）7月に東京相撲と大坂相撲の合併調印を果たした。東西合同のあとには、関脇・磐石や二瀬川、小結・真鶴など多くの関取を育てた。
1943年（昭和18年）9月に13代が急逝すると、娘婿であり直弟子であった当時関脇の二瀬川が1944年1月に二枚鑑札で14代朝日山を襲名、部屋を継承した。1945年の東京大空襲で妻と義母を亡くした14代は、1947年6月場所限りで現役を引退して年寄専任となり部屋経営に専念した。14代は13代弟子から関脇・高津山や幕内・二瀬山を育て、直弟子から幕内・福ノ海や鯉ノ勢などの関取を育てたが、1959年8月に膵臓癌のため43歳で死去した。
14代の逝去に伴い、1959年8月に朝日山部屋の部屋付き親方である10代北陣（元関脇・高津山）が15代朝日山を襲名して部屋を継承した。しかし、15代は1963年5月に胆石症のため44歳で死去した。
15代の逝去に伴い、1960年に朝日山部屋から分家独立して大鳴戸部屋を創設していた5代大鳴戸（元幕内・二瀬山）が、1963年5月に16代朝日山を襲名して部屋を継承し、朝日山部屋と大鳴戸部屋が合併した。16代は14代弟子から関脇・高鐵山、15代弟子から幕内・琉王、直弟子からは小結・若二瀬などを育て上げた。また、トンガ王国出身の若者を弟子として迎え入れて話題となった。
1975年10月に16代はクモ膜下出血を起こして54歳で急逝し、それに伴い、部屋付き親方である14代北陣（元小結・若二瀬）が17代朝日山を襲名して部屋を継承した。しかし、1年後に部屋を江戸川区へ移転するに際して、トンガ出身の力士たちは兄弟子である琉王の朝日山後継を求めて抵抗し、1976年9月場所前にはトンガ出身の力士たちは全員廃業へと追い込まれ、巻き添えとなった琉王も同年11月場所限りで廃業した。廃業した力士の中には、武蔵川部屋に所属していた南乃島の父（四股名は南ノ島）や、後にプロレスへと転向して成功したウリウリ・フィフィタ（四股名は福ノ島）やシオネ・ヴァイラヒ（四股名は幸ノ島）もいた。
1997年（平成9年）5月場所中に17代が急性心筋梗塞を起こして55歳で急逝し、ついに自部屋の系統から後継者が不在となったため、1997年5月に同じ伊勢ヶ濱一門（旧・伊勢ヶ濱一門）に所属する伊勢ヶ濱部屋（旧・伊勢ヶ濱部屋）の部屋付き親方である13代楯山（元大関・大受）が18代朝日山を襲名して部屋を継承した。18代が部屋を継承して以降は、2004年1月場所において17代からの弟子である大真鶴が新十両へ昇進し、2012年7月場所にはモンゴル出身の鬼嵐が新十両へ昇進して、18代の直弟子としては初となる関取が誕生した。
2011年1月には閉鎖された桐山部屋から20代桐山（元小結・黒瀬川）や幕内・德瀬川を始めとする力士4人など計11人を受け入れたものの、その直後に発覚した大相撲八百長問題において德瀬川が日本相撲協会からの引退勧告処分を受けた。
2015年3月に18代が定年退職を迎えるものの、後継者が見つからないということを理由として、18代の定年直前となる2015年1月場所後に部屋は閉鎖され、同年2月1日付で18代と部屋付き親方である20代桐山および力士4人・世話人1人・床山1人は同じ伊勢ヶ濱一門の伊勢ヶ濱部屋（新・伊勢ヶ濱部屋）へ、若者頭1人・呼出1人・床山1人は浅香山部屋へ移籍した。東西合併以来途絶えることなく続いた数少ない部屋であったが、その中で唯一、活動中に幕内最高優勝力士を1人も出すことがないままにその長い歴史に一度幕を下ろした。

### 19代朝日山時代
18代の定年退職後、2016年1月に尾車部屋所属の元関脇・琴錦が名跡を取得し19代朝日山を襲名。2016年6月1日付で内弟子3人を連れ、尾車部屋から分家独立し朝日山部屋を創設した。
19代は現役時代から部屋継承まで二所ノ関一門所属だったことから再興された朝日山部屋も一時同一門に属したが、2017年1月12日に開かれた二所ノ関一門会で伊勢ヶ濱一門への移籍が了承され、伊勢ヶ濱一門への復帰を果たした。
2020年7月13日には、15代中川（元幕内・旭里）による弟子への暴力事件で閉鎖された中川部屋から、序二段力士1人を受け入れ、2022年7月28日には、宮城野部屋から行司の12代式守勘太夫が転籍した。
2025年2月場所時点での力士数は6人。いわゆる相撲強豪校出身者はおらず、出世に時間がかかっている様子だが、19代は「うちの部屋は元々エリートのアマチュアを入門させるルートが無いのでうちに入って来る子たちはみんな経験なしの素人です。過去に別の部屋にいた時にアマチュアでタイトル取った力士たちを指導したこともありましたが、今はうちにいる素人力士たちを立派なお相撲さんに育て上げるのが私の大きな夢ですね。いつか、この素人集団の中から関取が誕生する事を夢見て私も頑張っていきます！」と意欲を語っている。

## 所在地
- 千葉県鎌ケ谷市くぬぎ山2-1-5
- 京成松戸線くぬぎ山駅徒歩5分[4]

### 19代朝日山による再興前の最終所在地
- 東京都江東区大島2-13-24
- 都営地下鉄新宿線西大島駅徒歩5分

## 師匠
- 11代：朝日山四郎右衛門（あさひやま しろうえもん、前3・岩ヶ谷、摂津国）
- 12代：朝日山大五郎（あさひやま だいごろう、横綱・大錦、愛知）
- 13代：朝日山四郎右衛門（あさひやま しろうえもん、大関・二タ瀬川、大阪）
- 14代：朝日山四郎右衛門（あさひやま しろうえもん、関脇・二瀬川、奈良）
- 15代：朝日山四郎右衛門（あさひやま しろうえもん、関脇・高津山、奈良）
- 16代：朝日山勝護（あさひやま しょうご、前2・二瀬山、大阪）
- 17代：朝日山唯之（あさひやま ただゆき、小結・若二瀬、愛知）
- 18代：朝日山利秋（あさひやま としあき、大関・大受、北海道）
- 19代：朝日山宗功（あさひやま ひろかつ、関脇・琴錦、群馬）

## 力士

### 幕内
関脇
- 高津山芳信（奈良）13代・14代弟子
- 高鐵山孝之進（北海道）14代・15代・16代弟子
- 磐石熊太郎（大阪）13代弟子
- 二瀬川政一（奈良）13代・14代弟子

小結
- 真鶴秀五郎（奈良）13代弟子　※湊川部屋より移籍
- 若二瀬唯之（愛知）16代弟子

前頭
- 朝登俊光（前2・北海道）16代・17代弟子
- 朝光亀太郎（前6・大阪）13代弟子
- 九ヶ錦坦平（前3・東京）13代・14代弟子　※九重部屋より移籍
- 鯉ノ勢寅雄（前12・愛媛）14代・15代弟子
- 大飛翔誠志（前10・大阪）17代・18代弟子
- 大真鶴健司（前16・奈良）17代・18代弟子
- 德瀬川正直（前4・モンゴル）18代弟子　※桐山部屋より移籍
- 福ノ海七男（前10・福井）14代・15代弟子
- 二瀬山勝語（前2・大阪）13代・14代弟子
- 琉王優貴（前1・沖縄）15代・16代・17代弟子

### 十両
- 岩手富士祐一（十6・岩手）17代弟子
- 鬼嵐力（十7・モンゴル）18代弟子
- 株本義久（十9・広島）16代弟子
- 玄海桃太郎（十12・福岡）17代・18代弟子
- 源武山源右エ門（十2・山形）11代・12代・13代弟子
- 豊錦菊太郎（十8・大分）13代弟子　※九重部屋より移籍
- 萩山博文（十8・奈良）15代・16代弟子
- 真鶴照久（十1・北海道）15代・16代弟子